# آدم وينغارد
آدم وينغارد (بالإنجليزية: Adam Wingard)‏ (مواليد 3 ديسمبر 1982 في تينيسي)، هو مخرج ومصور سينمائي وكاتب سيناريو أمريكي بدأ نشاطه السينمائي سنة 2004.

## أعماله

### الأفلام
- الضيف (2014)
- ساحرة بلير (2016)
- مذكرة الموت (2017)

## وصلات خارجية
- آدم وينغارد على موقع IMDb (الإنجليزية)
- آدم وينغارد على موقع ألو سيني (الفرنسية)
- آدم وينغارد على موقع أول موفي (الإنجليزية)
- آدم وينغارد على موقع بوكس أوفيس موجو (الإنجليزية)
- آدم وينغارد على موقع قاعدة بيانات الأفلام السويدية (السويدية)
- آدم وينغارد على موقع ديسكوغز (الإنجليزية)
- آدم وينغارد على موقع قاعدة بيانات الفيلم (الإنجليزية)
- آدم وينغارد على موقع كينوبويسك (الروسية)